# چهل و ششمین دوره جوایز بفتا
چهل و ششمین دوره جوایز بفتا  در سال ۱۹۹۳ در لندن بریتانیا برگزار شد که در آن رابرت داونی جونیور و اما تامسون به ترتیب برنده بهترین بازیگر نقش اول مرد و زن شدن و وودی آلن برنده بهترین فیلم نامه شد و رابرت آلتمن برای فیلم بازیگر برنده بهترین کارگردانی شد .

## نامزدی‌ها و جوایز
| بهترین فیلم | بهترین کارگردانی |
| --- | --- |
| هواردز اند - نابخشوده - بازی گریه - بازیگر - Strictly Ballroom                                                                             | رابرت آلتمن برای فیلم بازیگر - کلینت ایستوود برای فیلم نابخشوده - جیمز ایوری برای فیلم هواردز اند - نیل جوردن برای فیلم بازی گریه                             |
| بهترین بازیگر نقش اول مرد | بهترین بازیگر نقش اول زن |

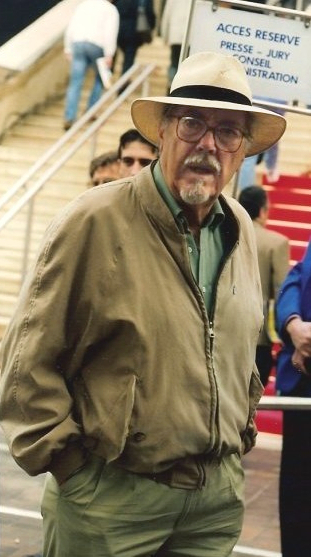
رابرت آلتمن، برنده بهترین کارگردانی

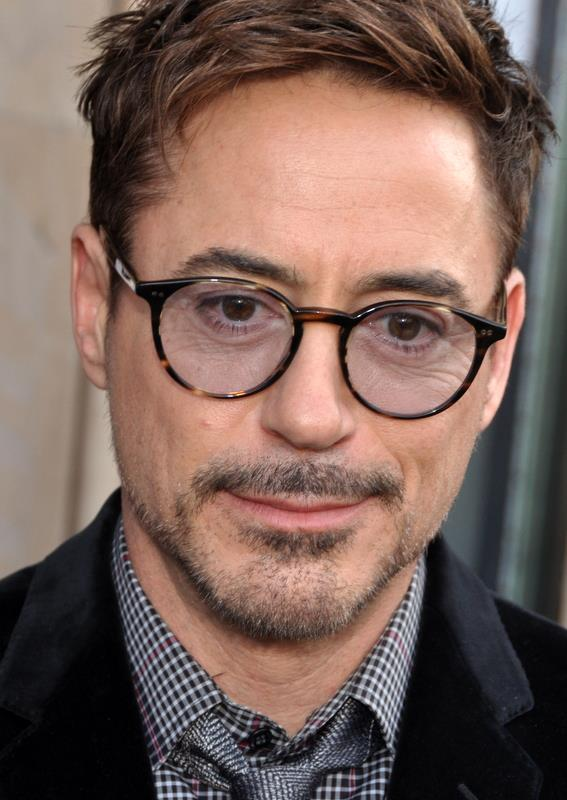
رابرت داونی جونیور، برنده بهترین بازیگر نقش اول مرد

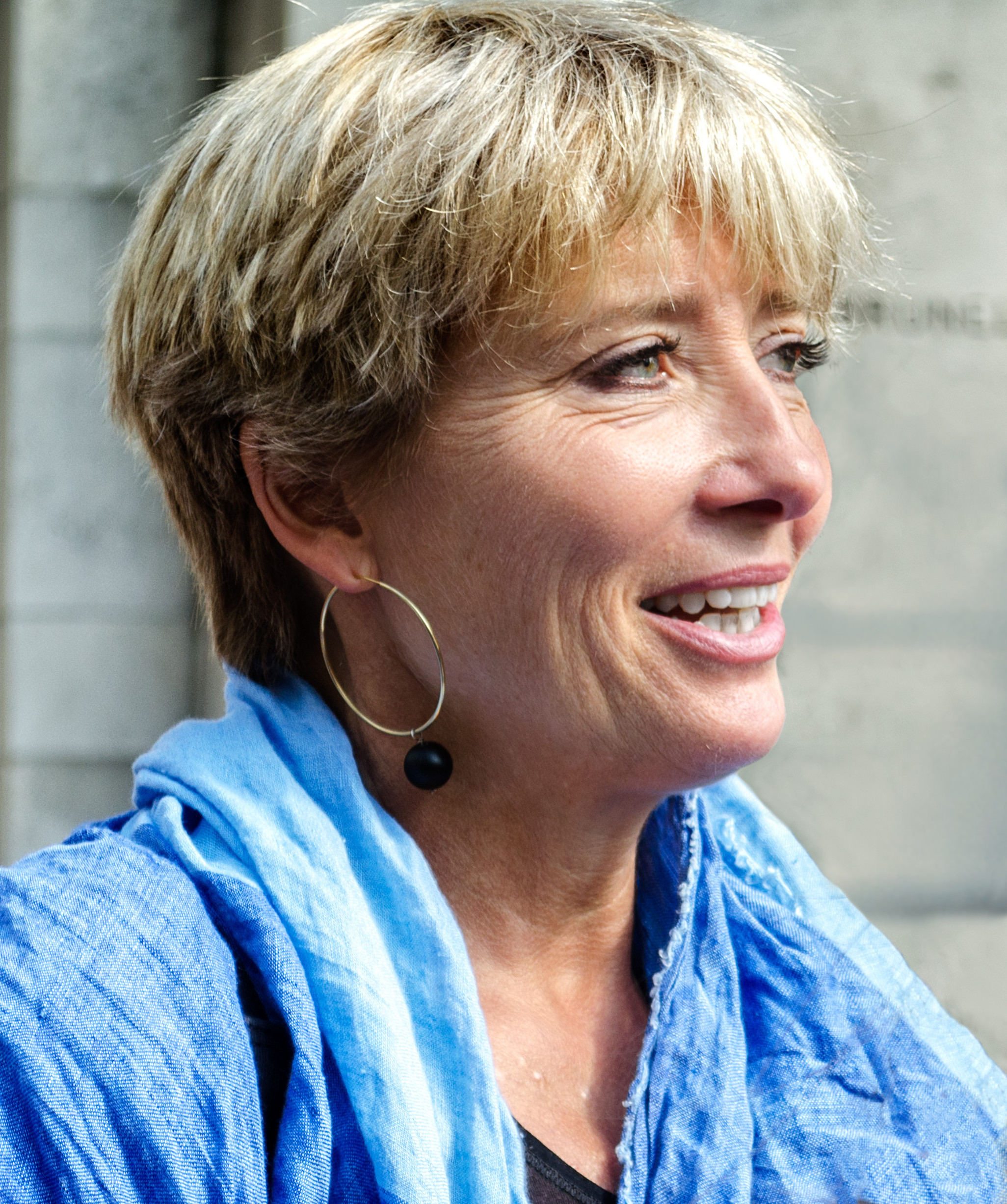
اما تامسون، برنده بهترین بازیگر نقش اول زن

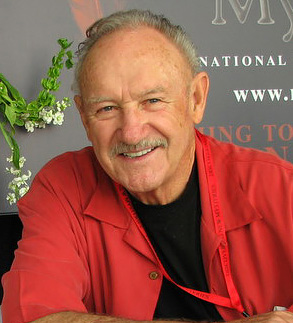
جین هکمن، برنده بهترین بازیگر نقش مکمل مرد

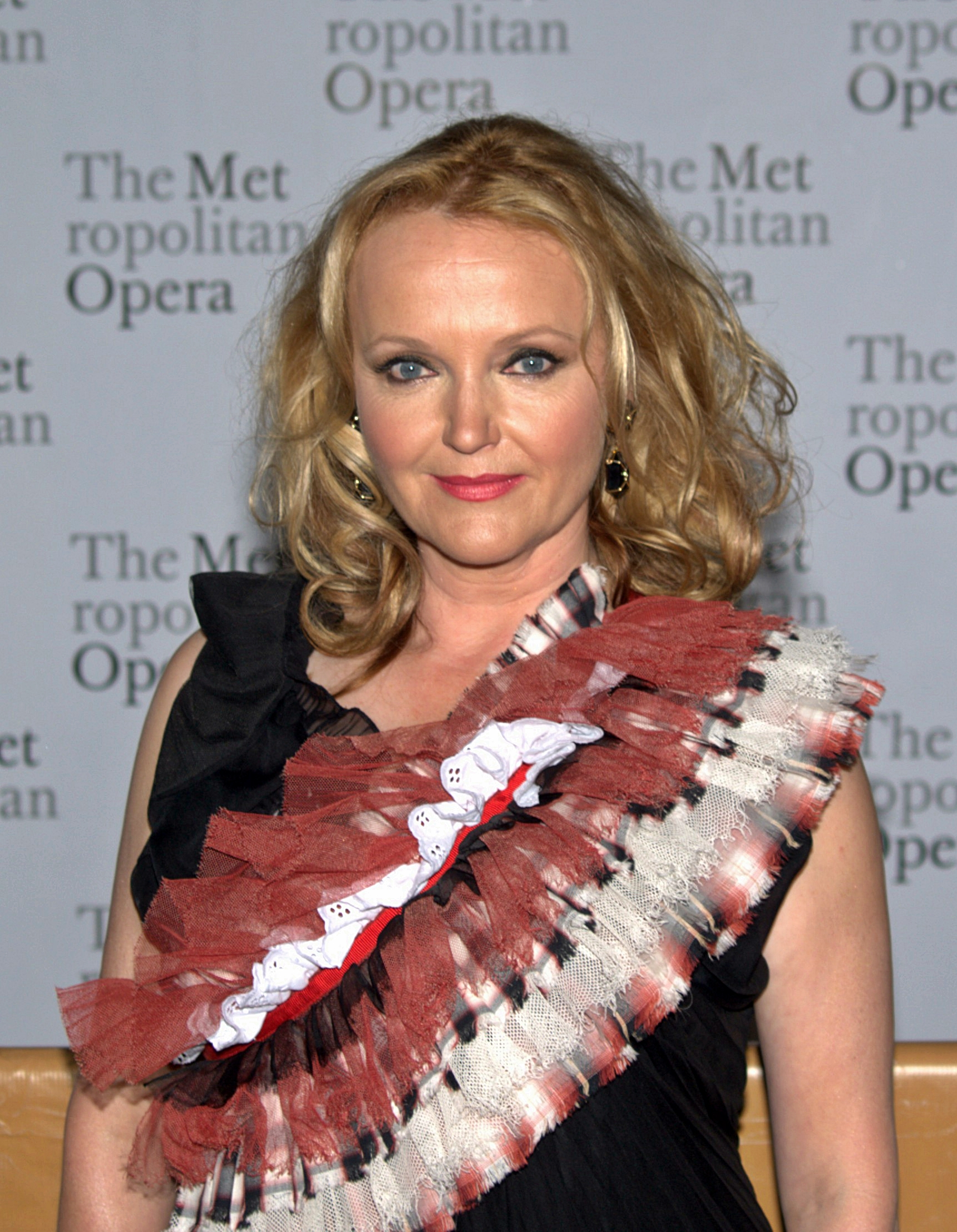
میراندا ریچاردسون، برنده بهترین بازیگر نقش مکمل زن

| رابرت داونی جونیور برای فیلم چاپلین - استیون ری برای فیلم بازی گریه - تیم رابینز برای فیلم بازیگر - دانیل دی-لوئیس برای فیلم آخرین موهیکان | اما تامسون برای فیلم هواردز اند - جسیکا تندی برای فیلم گوجه فرنگی سبز سرخ شده - جودی دیویس برای فیلم زن و شوهرها - Tara Morice برای فیلم Strictly Ballroom    |
| بهترین بازیگر نقش مکمل مرد | بهترین بازیگر نقش مکمل زن |
| جین هکمن برای فیلم نابخشوده - جی دیویدسون برای فیلم بازی گریه - تامی لی جونز برای فیلم جی‌اف‌کی - ساموئل وست برای فیلم هواردز اند            | میراندا ریچاردسون برای فیلم آسیب - میراندا ریچاردسون برای فیلم بازی گریه - کتی بیتس برای فیلم گوجه فرنگی سبز سرخ شده - هلنا بونهام کارتر برای فیلم هواردز اند |
| فیلم‌نامه اوریجینال | فیلم‌نامه اقتباسی |
| زن و شوهرها - وودی آلن - Hear My Song - نابخشوده - بازی گریه                                                                               | بازیگر - جی‌اف‌کی - هواردز اند - Strictly Ballroom |
| بهترین فیلمبرداری | طراحی لباس |
| آخرین موهیکان - Strictly Ballroom - تنگه وحشت - هواردز اند                                                                                 | Strictly Ballroom - چاپلین - آخرین موهیکان - هواردز اند |
| بهترین ویرایش فیلم | بهترین گریم و آرایش مو |
| جی‌اف‌کی - Strictly Ballroom - بازیگر - هواردز اند - تنگه وحشت (فیلم ۱۹۹۱)                                                                   | آخرین موهیکان - هواردز اند - چاپلین - بازگشت بتمن |
| بهترین طراحی تولید | بهترین صدا |
| Strictly Ballroom - چاپلین - آخرین موهیکان - هواردز اند                                                                                    | جی‌اف‌کی - Strictly Ballroom - آخرین موهیکان - نابخشوده |
| بهترین جلوه‌های ویژه تصویری | |
| مرگ درخور اوست - بیگانه ۳ - بازگشت بتمن - دیو و دلبر                                                                                       | |